# Anne Dorval
Pour les articles homonymes, voir Dorval (homonymie).
Anne Dorval, née le 8 novembre 1960 à Rouyn-Noranda, est une actrice québécoise.
Depuis le début de sa carrière en 1985, elle a joué dans une trentaine de productions théâtrales, une vingtaine de séries télévisées ou téléfilms, et une dizaine de films sur grand écran. De plus, elle fait partie des comédiennes de doublage les plus sollicitées au Québec : elle a prêté sa voix à environ 80 personnages.
Elle est surtout connue pour être la muse de l'acteur-réalisateur québécois Xavier Dolan avec qui elle a tourné 5 films dont J'ai tué ma mère en 2009 et surtout Mommy en 2014 qui a remporté le Prix du jury du Festival de Cannes ainsi que le César du meilleur film étranger.

## Biographie
Née le 8 novembre 1960 à Rouyn-Noranda, Anne Dorval est la fille de Gaétan Dorval, comptable, et de Madeleine Larouche, institutrice. Cadette de la famille, elle a une sœur et deux frères. Elle a grandi à Trois-Rivières où elle fera ses premières armes au théâtre. À l’âge de 15 ans, elle passe une audition à l’École nationale de théâtre du Canada qui, compte tenu de son jeune âge, se solde par un échec. Elle fait ses études au secondaire au collège Marie-de-l'Incarnation à Trois-Rivières. Deux ans plus tard, elle entre au Cégep de Trois-Rivières où elle étudie les arts plastiques de 1977 à 1979. Cette même année, elle est admise au Conservatoire d'art dramatique de Montréal qu’elle quitte en 1983.
Sa carrière d’actrice commence au théâtre en 1985 avec la pièce Aurore, l'enfant martyre (mise en scène par René Richard Cyr) dans laquelle elle tient le rôle d’Aurore. Aussi à l’aise dans le répertoire classique que dans le théâtre plus contemporain, on a pu la retrouver dans des productions théâtrales très éclectiques, comme Électre de Sophocle (1986, repris en 2000), L'École des femmes de Molière (1990) qui lui permet de remporter le prix Gascon-Roux de la meilleure actrice, Juste la fin du monde en 2002 avec une nomination pour le masque de la meilleure interprétation féminine dans un rôle de soutien[Quoi ?] pour son rôle de Catherine. On la retrouve dans Variations sur un temps et Oreste – The Reality Show en 2004, ainsi que Un monde merveilleux présenté lors du festival Juste pour rire en 2006.

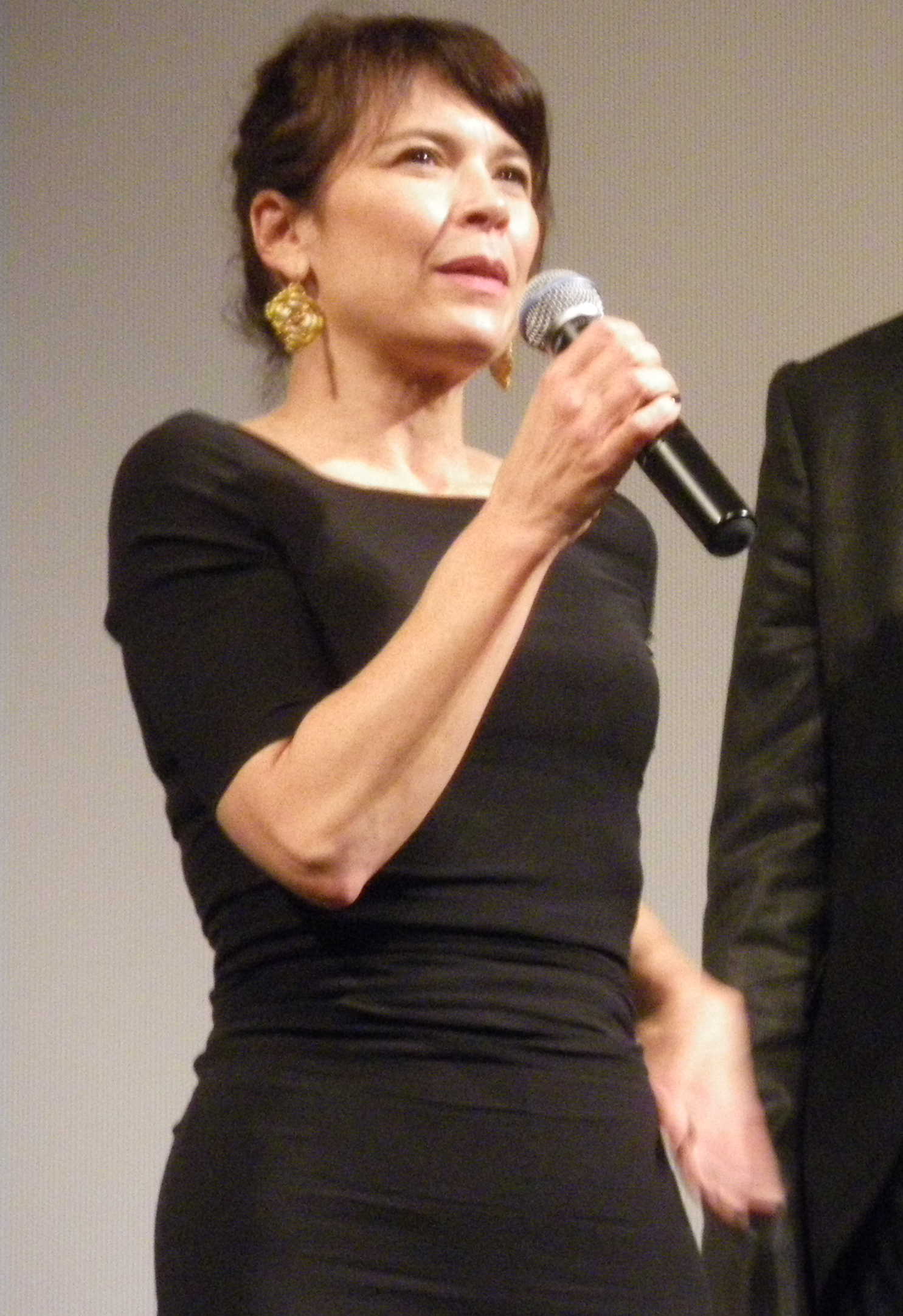
Anne Dorval au Festival international du film de Toronto de 2009.

Parallèlement à son travail au théâtre, elle arrive à conquérir le petit écran où on peut l’apercevoir pour la première fois en 1986 dans deux téléfilms : Cyrano de Bergerac et Lorenzaccio. Mais c’est son rôle de Lola dans Chambres en ville (diffusé de 1989 à 1995) qui lui apporte une notoriété incontestable, et une nomination pour un prix Gémeaux en 1993. Par la suite, elle jouera dans les téléromans L'Or et le Papier (1992), Virginie (1996-2002), et Grande Ourse (2002), série qui lui permet d'être de nouveau nommée à un prix Gémeaux. Entre 2005 et 2007, elle joue un double rôle (Criquette et Ashley Rockwell) dans le soap opera Le cœur a ses raisons, où elle donne la réplique à Marc Labrèche. Ce double rôle lui permettra de recevoir deux Prix Gémeaux (Meilleure interprétation, premier rôle féminin : comédie), en 2005 et 2006.
Au cinéma, on a pu la voir dans Ding et Dong, le film en 1990, dans lequel elle a fait sa première apparition cinématographique. Puis elle a participé à six autres productions, dont La Vie secrète des gens heureux de Stéphane Lapointe (2005), qui lui permet d'être nommée aux prix Jutra en 2006. Le jeune réalisateur québécois Xavier Dolan, à l'âge de 16 ans, lui propose de lire ce qui deviendra le scénario de J'ai tué ma mère, dans lequel elle interprète l'un des deux rôles principaux. Devenue une amie proche du réalisateur, elle apparaîtra par la suite dans la plupart de ses films, dont Les Amours imaginaires et même le populaire film Mommy.
Anne Dorval fait aussi partie des doubleuses les plus en vue du Québec depuis les années 1990. Elle a notamment prêté sa voix à Téa Leoni dans Spanglish, Lucy Liu dans Le Cowboy de Shangaï, Kill Bill, et la série Ally McBeal, mais elle est aussi la doublure de Sharon Stone dans Basic Instinct 2. Elle a doublé d'autres vedettes américaines comme Robin Wright, Minnie Driver, Vera Farmiga, Regina King, Kim Basinger, Sigourney Weaver ou Angelina Jolie. On peut aussi entendre sa voix dans des films d’animation tels que The Wild, Cendrillon et le Prince (pas trop) charmant, ou Le Monde de Nemo.
En parallèle de sa carrière d'actrice, Anne Dorval est occasionnellement chanteuse. On a pu l'entendre avec Thomas Hellman et le groupe Karkwa pendant la nuit blanche de Montréal en février 2006, où elle a interprété You Are the Sunshine of My Life, ou à l'émission L'Heure de gloire en octobre 2006, où elle a interprété Smile de Lyle Lovett. Elle est également présente sur les albums Elles chantent, sorti en 2000, sur lequel elle interprète Mommy, Daddy, et L'Album du cœur des Porn Flakes, sorti en 2006, sur lequel elle interprète Des choses stupides en duo avec Daniel Thomas.
En septembre 2005, elle a accepté d’être l’ambassadrice du Festival mondial des arts pour la jeunesse qui s'est déroulé à Montréal.
De 1994 à 2013, Anne Dorval est aussi la porte parole avec Marc-André Coallier, de la fondation OLO qui a pour objectif d’aider les femmes enceintes à améliorer leur alimentation et ainsi donner naissance à des enfants en bonne santé.
Elle anime une émission avec son complice Marc Labrèche tous les samedis d'été 2016 à 13 h 00 sur Radio Canada : C'est le plus beau jour.
Elle participa au Bye Bye 2016 avec Marc Labrèche, Patrice L'Écuyer, Véronique Claveau et Pierre Brassard.
Elle vit actuellement[Quand ?] à Montréal avec les deux enfants qu'elle a eus avec Marc-André Coallier, rencontré en 1992 sur le tournage de L'Or et le Papier, et de qui elle s'est séparée en 2005.
Après plus de dix ans d'absence, 2023 marquera son retour sur les planches au Théâtre du Nouveau Monde avec Je t'écris au milieu d'un bel orage, où elle interprétera l'actrice Maria Casarès dans une adaptation de ses correspondances avec Albert Camus, mis en scène par Maxime Carbonneau.

## Théâtre
- 1985 : Aurore, l'enfant martyre : Aurore
- 1985 : Les paradis n'existent plus… Jeanne d'Arc : L’adolescente
- 1986 : Thérèse et Pierrette à l'école des Saints-Anges : Simone
- 1986 : La Reprise : Satin-au-beurre
- 1986 : Électre de Sophocle : Chrysothémis
- 1987 : Au pied de la lettre : Nathalie
- 1988 : À propos de la demoiselle qui pleurait : Catherine
- 1988-1990 : O'Neill : Oona O'Neill
- 1988 : La Magnifique Aventure de Denis St-Onge : Lise Labelle
- 1989 : L'Éveil du printemps de Frank Wedekind : Wendla Bergman
- 1989 : J'écrirai bientôt une pièce sur les nègres : Francœur
- 1990 : L'École des femmes de Molière : Agnès
- 1990 : Les Lettres de la religieuse portugaise : La religieuse
- 1991 : La Ménagerie de verre de Tennessee Williams : Laura
- 1992 : Premières de classe : Élizabeth
- 1993 : Les Beaux Dimanches : Dominique
- 1993 : Marina, le dernier rose aux joues : Sonetchka
- 1995 : Mère courage de Bertolt Brecht : La muette
- 1996 : Indépendance
- 1998 : Le Mariage de Figaro de Beaumarchais : Suzanne
- 2000 : Électre de Sophocle : Chrysothémis
- 2001 : Les Fourberies de Scapin de Molière : Zerbinette
- 2002 : Juste la fin du monde de  Jean-Luc Lagarce : Catherine
- 2004 : Oreste: The Reality Show : animatrice de l’émission télévisuelle
- 2004 : Variations sur un temps
- 2006 : Un monde merveilleux : Cass Harris
- 2011 : Projet Andromaque : Hermione
- 2023 : Je t'écris au milieu d'un bel orage : Maria Casarès

## Filmographie

### Cinéma
- 1990 : Ding et Dong, le film : Joëlle
- 1991 : Montréal vu par… (segment Rispondetemi) : Sarah
- 1991 : Le Futile et l'Essentiel : Martine
- 1992 : Bleu ou le Silence inattendu de la tempête : Marie-Pierre
- 1992 : Montréal rétro
- 2005 : La Vie secrète des gens heureux : Florence
- 2006 : Super Phoenix : femme sans emploi
- 2007 : Serveuses demandées : mère de Milagro
- 2009 : Grande Ourse : La Clé des possibles : Catherine Laplante
- 2009 : J'ai tué ma mère de Xavier Dolan : Chantale Lemming
- 2010 : Les Amours imaginaires de Xavier Dolan : Désirée
- 2011 : Le Sens de l'humour : Stéphanie
- 2012 : Laurence Anyways de Xavier Dolan : Marthe Delteuil
- 2014 : Miraculum de Podz : Évelyne
- 2014 : Mommy de Xavier Dolan : Diane « Die » Després, la mère de Steve
- 2016 : Réparer les vivants de Katell Quillévéré : Claire
- 2017 : Jalouse de David Foenkinos, Stéphane Foenkinos : Sophie, l'amie de Nathalie
- 2019 : Matthias et Maxime de Xavier Dolan : Manon, la mère de Maxime
- 2019 : 14 jours, 12 nuits de Jean-Philippe Duval : Isabelle Brodeur
- 2022 : Quitter la nuit de Delphine Girard : Laurence
- 2024 : Le Procès du chien de Lætitia Dosch : Roseline Bruckenheimer

### Télévision
- 1986 : Lorenzaccio : Louise Strozzi
- 1986 : Cyrano de Bergerac : Lise, la femme de Ragueneau
- 1987 : L'expérience : Nathalie Mercier
- 1987 : Le Cinéma et moi : L’animatrice
- 1989 : Tandem : Monique Hamel
- 1989-1996  : Chambres en ville (série) : Lola
- 1991 : Les Lettres de la religieuse portugaise : La religieuse
- 1992 : L'Or et le Papier (série) : Zoé Laflamme
- 1993 : La Corriveau : La Corriveau
- 1995 : Radio Enfer (série) : elle-même
- 1996 : L'Enfant des Appalaches (téléfilm) : Maïna
- 1996-2002  : Virginie (série) : Lucie Chabot
- 1997 : Paparazzi (série) : Jocelyne Lamarre
- 2000 : Le Grand Blond avec un show sournois (série) : chroniqueuse
- 2002 : Grande Ourse (série) : Catherine Laplante'
- 2002-2003 : Emma (série) : Angèle Fortin
- 2003-2004 : Rumeurs (série) : Valérie
- 2004 : Détect.inc. (série) : Cynthia
- 2005-2007 : Le cœur a ses raisons (série) : Criquette Rockwell / Ashley Rockwell
- 2008-2015 : Les Parent (série) : Natalie Rivard
- 2003-2009 : Chez Jules tv (série web) : Diane
- 2012-2013 : Les Bobos (série) : Sandrine Maxou
- 2018-2022 : Léo (saison 1 et 3) : Jessica
- 2019 : Mouche de Jeanne Herry : Marraine
- 2024 : Splendeur et influence de Marc Brunet : Brigitte "Bree" Bussières

### Doublage
Versions québécoises

#### Cinéma

##### Films
| - Sharon Stone dans : (11 films) - Le Spécialiste (1994) : May Munro - Instinct de Vengeance (1995) : Ellen - Diabolique (1996) : Nicole Horner - La dernière danse (1996) : Cindy Liggett - Sphère (1998) : Dr Elizabeth 'Beth' Halperin - La croisade des braves (1998) : Gwen Dillon - Miracle sous la Main (2000) : Candy Cowley - La Femme-Chat (2004) : Laurel Hedare - Mâle Alpha (2006) : Olivia Mazursky - Basic Instinct 2 (2006) : Catherine Tramell - Bobby (2006) : Miriam Ebbers - Robin Wright dans : (11 films) - Moll Flanders (1996) : Moll Flanders - Une bouteille à la mer (1999) : Theresa Osborne - L'Indestructible (2000) : Audrey Dunn - La Promesse (2001) : Lori - Laurier blanc (2002) : Starr - Qu'est-ce qui m'arrive ? (2008) : Kelly - Jeux de pouvoir (2009) : Anne Collins - Moneyball: L'art de gagner (2011) : Sharon - Millénium : Les Hommes qui n'aimaient pas les femmes (2011) : Erika Berger - Wonder Woman (2017) : Antiope - Wonder Woman 1984 (2020) : Antiope - Lucy Liu dans : (9 films) - Le cowboy de Shanghai (2000) : Princesse Pei Pei - Ecks contre Sever : Affrontement mortel (2002) : Agent Sever - Chicago (2002) : Kitty - Tuer Bill, volume 1 (2003) : O-Ren Ishii - Domino (2005) : Taryn Miles - Bonne chance Slevin (2006) : Lindsey - Nom de Code : Le Nettoyeur (2007) : Gina - L'Éveil: Soif du Sang (2007) : Sadie Blake - L'Homme aux poings de fer (2012) : Madame Rose - Minnie Driver dans : (7 films) - Le Destin de Will Hunting (1997) : Skylar - De toute beauté (2000) : Mona Hibbard - Trésor de Feu (2000) : Trina McTeague - La Double Vie de Mahowny (2003) : Belinda - Ella l'Ensorcellée (2004) : Mandy - Les joies de la maternité (2009) : Sheila - Cendrillon (2021) : la reine Béatrice - Kristin Scott Thomas dans : (6 films) - L'Homme qui murmurait à l'oreille des chevaux (1998) : Annie MacLean - Les Hasards du Cœur (1999) : Kay Chandler - La Maison sur la Falaise (2001) : Robin Kimball - Confessions d'une accro du shopping (2009) : Alette Naylor - Il était une fois John (2009) : Mimi Smith - Partie de pêche au Yémen (2011) : Patricia Maxwell - Vera Farmiga dans : - New York en Automne (2000) : Lisa Tyler - Le candidat Mandchou (2004) : Jocelyne Jordan - Rien que la vérité (2008) : Erica Van Doren - Le Refuge (2012) : Catherine Linklater - Téa Leoni dans : - Spanglish: j'en perds mon latin! (2004) : Deborah "Deb" Clasky - Les folies de Dick et Jane (2005) : Jane Harper - La Ville fantôme (2008) : Gwen - Cambriolage dans la tour (2011) : Claire Denham - Linda Fiorentino dans : - Double Mémoire (1996) : Martha Briggs - Hommes en noir (1997) : Laurel Weaver - Dogme (1999) : Bethany Sloane - Molly Parker dans : - Sunshine (1999) : Hannah Wippler - Les Cinq Sens (2000) : Anna Miller - Secrets d'été (2006) : Maggie Claire - Rosamund Pike dans : - Le Monde de Barney (2010) : Miriam Grant-Panofsky - Johnny English renaît (2011) : Kate Summer - La Colère des Titans (2012) : Andromède - Gabrielle Union dans : - Amour et Basketball (2000) : Shawnee - Le tout pour le tout (2000) : Isis - Débarrasse-nous d'Éva (2003) : Evangeline 'Eva' Dandrige - Regina King dans : - Ray (2004) : Margie Hendricks - La Guerre des pères (2010) : Angela - Janeane Garofalo dans : - Romy et Michelle : Les Reines de la soirée (1997) : Heather Mooney - Détectives (1997) : Cindy Betts | - Kim Basinger dans : - La Trappe dans le plancher (2004) : Marion Cole - Le pouvoir du jeu (2006) : Carolyn Carver - Siobhan Fallon Hogan dans : - Le Négociateur (1998) : Maggie - Le Chasseur de primes (2010) : Teresa - Famke Janssen dans : - Les Enseignants (1998) : Elizabeth Burke - Hansel et Gretel : Chasseurs de sorcières (2013) : Muriel - Angelina Jolie dans : - Dans l'Enfer du Ghetto (1998) : Gloria McNeary - Couples à la Dérive (1998) : Joan - Annie Parisse dans : - Comment perdre son mec en 10 jours (2003) : Jeannie Ashcroft - Bien sûr, peut-être (2008) : Anne - Hilary Swank dans : - Insomnie (2002) : Ellie Burr - Le Dahlia noir (2006) : Madeleine Linscott - Tilda Swinton dans : - Les Chroniques de Narnia : L'Armoire magique (2005) : Jadis, la Sorcière blanche - Les Chroniques de Narnia : Le Prince Caspian (2008) : Jadis, la Sorcière blanche - Leonor Varela dans : - Blade 2 (2002) : Nyssa Damaskinos - Hors-jeu : Une histoire de tennis (2008) : Norma Sanchez - Sigourney Weaver dans : - Encore toi ! (2010) : Ramona "Mona" Clark - La Cabane dans les bois (2012) : La directrice - Vivian Wu dans : - Dîner entre Ennemis (2000) : Nicole Chan - Fleur de neige et l'éventail secret (2011) : Tante - 1991 : Prémonitions : April Harris (Andrea Roth) - 1993 : De quoi j'me mêle maintenant! : Daphné (voix) (Diane Keaton) - 1995 : Frankie Starlight : Bernadette (Anne Parillaud) - 1995 : Par la peau des dents : Mme Jones (Roma Maffia) - 1996 : Franc tireur en péril : Clegg (Gina Bellman) - 1996 : Le Corbeau: La Cité des Anges : Sarah (Mia Kirshner) - 1996 : Le Roi de la Quille : Rebecca (Michele Matheson) - 1997 : Plaxmol : Sara Jean Reynolds (Marcia Gay Harden) - 1997 : Batman et Robin : Julie Madison (Elle Macpherson) - 1998 : Un Ange à Moi : Lisa / Cheryl (Megan Follows) - 1998 : L'autre pacte du silence : Karla Wilson (Brandy Norwood) - 1999 : Titus : Tamora (Jessica Lange) - 1999 : Meilleur que le chocolat : Frances (Ann-Marie MacDonald) - 2000 : Alerte noire : Shazza (Claudia Black) - 2000 : Les 102 Dalmatiens : Chloé Simon (Alice Evans) - 2000 : Stardom, le Culte de la Célébrité : Toni (Camilla Rutherford) - 2001 : Miaou ! : Jakkepoes (voix) (Annet Malherbe) - 2001 : Chats et chiens : Carolyn Brody (Elizabeth Perkins) - 2002 : Quatre Hommes et un Balai : Julie Foley (Michelle Nolden) - 2002 : Les Country Bears : Serveuse (Jennifer Paige) - 2002 : Les Divins Secrets des petites Ya-Ya : Caro (jeune) (Katy Selverstone) - 2003 : Parano : Michelle (Camille Sullivan) - 2004 : Belle de Scène : Miss Frayne (Alice Eve) - 2004 : Hidalgo : Annie Oakley (Elizabeth Berridge) - 2004 : Viens voir papa ! : Beverly Hughes (Colleen Camp) - 2004 : Piégés : Amanda Watts (Nicole Eggert) - 2004 : La Grande Arnaque : Alison Ritchie (Bebe Neuwirth) - 2005 : King Kong : Ann Darrow (Naomi Watts) - 2006 : Toi, c'est moi : Katherine Bedworth (Sherry Miller) - 2006 : Un goût de nouveauté : Cheryl (Wendy Raquel Robinson) - 2006 : Le gardien : Helen Randall (Sela Ward) - 2007 : Maintenant ou jamais : Angelica (Rowena King) - 2007 : Conscient : Lilith Beresford (Lena Olin) - 2007 : Mon nom est Bruce : Cheryl (Ellen Sandweiss) - 2008 : Rébellion : Bella (Iben Hjejle) - 2008 : L'Aveuglement : Épouse du premier aveugle (Yoshino Kimura) - 2009 : Precious : Mme Weiss (Mariah Carey) - 2009 : Max et les Maximonstres : K.W (Lauren Ambrose) (voix) - 2009 : L'intraîtable Bone : Tamara (Nona Gaye) - 2009 : Un homme sérieux : Judith Gopnik (Sari Lennick) - 2011 : Vampire, vous avez dit vampire ? : Jane Brewster (Toni Collette) - 2011 : Harry Potter et les reliques de la mort: 2e partie : Narcissa Malefoy (Helen McCrory) - 2012 : Recherche ami pour partager fin du monde : Diane (Connie Britton) - 2018 : Carnage chez les Joyeux Touffus : Sandra White (Dorien Davies) (voix) |

##### Films d'animation
- 2003 : Atlantis : Le Retour de Milo : Inger
- 2003 : Trouver Nemo : Doris
- 2005 : Robots : Cappy
- 2006 : Au royaume désenchanté : Frieda
- 2006 : La Vie sauvage : Bridget
- 2006 : Le tyran des fourmis : Kreela
- 2008 : Volt : Esther, réceptionniste de la fourrière
- 2009 : Astro : La narratrice
- 2009 : La Princesse et la Grenouille : Eudora
- 2012 : Rebelle : Reine Elinor
- 2014 : Dragons 2 : Valka
- 2016 : Trouver Doris : Doris
- 2017 : Emoji le film : Madame Bof
- 2019 : Dragons 3 : Valka
- 2021 : Charlotte : Ottilie Moore
- 2023 : Toupie et Binou, le film : Dorothée

#### Télévision

##### Téléfilms
- 1997 : Les Braqueurs : Lucy James (Cynthia Geary)
- 1997 : Ruse et Manigance : Sela (Caroline Néron)
- 2004 : Pour l'amour d'Emily : Taylor (Sophie Gendron)
- 2005 : Passions Criminelles (Crimes of Passion) : Rebecca Walker (Dina Meyer)
- 2008 : La Porte des étoiles : L'Arche de la vérité : Vala Mal Doran (Claudia Black)
- 2008 : La Porte des étoiles : Continuum : Vala Mal Doran / Quetesh (Claudia Black)

##### Séries télévisées
- 1994-1995 : Sirènes : Jessie Jaworski (Jayne Heitmeyer)
- 1998-2002 : Ally McBeal : Ling Woo (Lucy Liu)
- 1999-2000 : Zone urbaine : Katharine Strachan (Torri Higginson)
- 2004-2005 : Ma vie de star : Georgia Bevans (Tracy Waterhouse)
- 2005 : Station X : Davis
- 2011-2013 : Les Borgia : Vanozza Cattaneo (Joanne Whalley)
- 2013-2018 : House of Cards : Claire Underwood (Robin Wright) (73 épisodes)

## Distinctions
| Récompense                               | Catégorie                                   | Année | Film/Série                                   | Statut     |
| ---------------------------------------- | ------------------------------------------- | ----- | -------------------------------------------- | ---------- |
| Prix Gémeaux                             | Meilleure actrice - Téléroman               | 1992  | Chambres en ville                            | Nomination |
| Prix Gémeaux                             | Meilleure actrice - Téléroman               | 1993  | Chambres en ville                            | Nomination |
| Prix Gémeaux                             | Meilleure actrice dans un second rôle       | 1993  | L'Or et le Papier                            | Nomination |
| Prix Gémeaux                             | Meilleure actrice - Téléroman               | 1996  | Chambres en ville                            | Nomination |
| Prix Gémeaux                             | Meilleure actrice - Drame                   | 2004  | Grande Ourse                                 | Nomination |
| Prix Gémeaux                             | Meilleure actrice - Comédie                 | 2005  | Le cœur a ses raisons                        | Lauréat    |
| Prix Gémeaux                             | Meilleure actrice - Comédie                 | 2006  | Le cœur a ses raisons                        | Lauréat    |
| Prix Gémeaux                             | Meilleure actrice - Comédie                 | 2008  | Le cœur a ses raisons                        | Nomination |
| Prix Gémeaux                             | Meilleure actrice - Comédie                 | 2009  | Les Parent                                   | Nomination |
| Prix Gémeaux                             | Meilleure actrice - Comédie                 | 2010  | Les Parent                                   | Lauréat    |
| Prix Gémeaux                             | Meilleure actrice - Comédie                 | 2011  | Les Parent                                   | Nomination |
| Prix Gémeaux                             | Meilleure actrice - Comédie                 | 2012  | Les Parent                                   | Lauréat    |
| Prix Gémeaux                             | Meilleure actrice - Comédie                 | 2013  | Les Parent                                   | Nomination |
| Prix Gémeaux                             | Meilleure actrice - Comédie                 | 2014  | Les Parent                                   | Nomination |
| Prix Gémeaux                             | Meilleure actrice - Comédie                 | 2014  | Les Bobos                                    | Nomination |
| Prix Gémeaux                             | Meilleur rôle de soutien - Série Dramatique | 2023  | La nuit où Laurier Gaudreault s'est réveillé | Lauréat    |
| Palm Springs International Film Festival | Meilleure actrice                           | 2010  | J'ai tué ma mère                             | Lauréat    |
| Prix Jutra                               | Meilleure actrice                           | 2010  | J'ai tué ma mère                             | Lauréat    |
| Prix Jutra                               | Meilleure actrice                           | 2015  | Mommy                                        | Lauréat    |
| Prix Écrans canadiens                    | Meilleure actrice                           | 2015  | Mommy                                        | Lauréat    |
| Satellite Awards                         | Meilleure actrice                           | 2015  | Mommy                                        | Nomination |
| Online Film Critics Society Awards       | Meilleure actrice                           | 2015  | Mommy                                        | Nomination |
| Vancouver Film Critics Circle            | Meilleure actrice                           | 2010  | J'ai tué ma mère                             | Nomination |
| Vancouver Film Critics Circle            | Meilleure actrice                           | 2015  | Mommy                                        | Nomination |

## Chanson
- 1993 : On s’en fout, Tout l’monde m’aime, Laissons-les rêver sur l'album Chambres en ville
- 2000 : Mommy Daddy sur l'album Elles chantent
- 2006 : Des choses stupides sur l'album Porn Flakes, l'album du Cœur en duo avec Daniel Thomas
- 2016 : Je suis venu te dire que je m'en vais, album 12 belles dans la peau, reprises de 12 chansons de Serge Gainsbourg par Stefie Shock

## Livre audio
- 2005 : Monoiseau de Shilvi : voix de Monoiseau

## Hommage
Elle est l'inspiration de la chanson homonyme Anne Dorval, du groupe québécois Rouge pompier sur l'album Kevin Bacon, sorti en août 2012.